# Tebario
Tebario es un corregimiento del distrito de Mariato en la provincia de Veraguas, República de Panamá. La localidad tiene 599 habitantes (2010).